# Resultados do Carnaval de Joaçaba
Resultados do Carnaval de Joaçaba.

## 1979
| Colocação | Escola           | Ref.  |
| --------- | ---------------- | ----- |
| 1º        | Vale Samba       | [ 1 ] |
| 2º        | Unidos do Herval | [ 1 ] |
| 3º        | Esquinão         | [ 1 ] |

## 1980
| Colocação | Escola           | Ref.  |
| --------- | ---------------- | ----- |
| 1º        | Unidos do Herval | [ 1 ] |
| 2º        | Vale do Samba    | [ 1 ] |
| 3º        | Esquinão         | [ 1 ] |

## 1981
| Colocação | Escola           | Ref.  |
| --------- | ---------------- | ----- |
| 1º        | Vale Samba       | [ 1 ] |
| 2º        | Unidos do Herval | [ 1 ] |
| 3º        | Esquinão         | [ 1 ] |

## 1982
| Colocação | Escola           | Ref.  |
| --------- | ---------------- | ----- |
| 1º        | Vale Samba       | [ 1 ] |
| 2º        | Unidos do Herval | [ 1 ] |

## 1987
| Colocação | Escola     | Ref.  |
| --------- | ---------- | ----- |
| 1º        | Vale Samba | [ 1 ] |

## 1994
| Colocação | Escola           | Ref.  |
| --------- | ---------------- | ----- |
| 1º        | Vale Samba       | [ 1 ] |
| 2º        | Unidos do Herval | [ 1 ] |
| 3º        | Unidos do Vale   | [ 1 ] |

## 1995
| Colocação | Escola           | Ref.  |
| --------- | ---------------- | ----- |
| 1º        | Vale Samba       | [ 1 ] |
| 3º        | Aliança          | [ 1 ] |
| 3º        | Unidos do Herval | [ 1 ] |

## 1996
| Colocação | Escola           | Ref.  |
| --------- | ---------------- | ----- |
| 1º        | Vale Samba       | [ 1 ] |
| 3º        | Aliança          | [ 1 ] |
| 3º        | Unidos do Herval | [ 1 ] |

## 1997
| Colocação | Escola           | Ref.  |
| --------- | ---------------- | ----- |
| 1º        | Aliança          | [ 1 ] |
| 3º        | Vale Samba       | [ 1 ] |
| 3º        | Unidos do Herval | [ 1 ] |

## 1998
| Colocação | Escola           | Ref.  |
| --------- | ---------------- | ----- |
| 1º        | Aliança          | [ 1 ] |
| 3º        | Vale Samba       | [ 1 ] |
| 3º        | Unidos do Herval | [ 1 ] |

## 1999
| Colocação | Escola           | Ref.  |
| --------- | ---------------- | ----- |
| 1º        | Vale Samba       | [ 1 ] |
| 3º        | Aliança          | [ 1 ] |
| 3º        | Unidos do Herval | [ 1 ] |

## 2000
| Colocação | Escola           | Ref.  |
| --------- | ---------------- | ----- |
| 1º        | Vale Samba       | [ 1 ] |
| 3º        | Aliança          | [ 1 ] |
| 3º        | Unidos do Herval | [ 1 ] |

## 2001
| Colocação | Escola           | Ref.  |
| --------- | ---------------- | ----- |
| 1º        | Vale Samba       | [ 1 ] |
| 3º        | Aliança          | [ 1 ] |
| 3º        | Unidos do Herval | [ 1 ] |

## 2002
| Colocação | Escola           | Ref.  |
| --------- | ---------------- | ----- |
| 1º        | Vale Samba       | [ 1 ] |
| 1º        | Unidos do Herval | [ 1 ] |

## 2003
| Colocação | Escola     | Ref.  |
| --------- | ---------- | ----- |
| 1º        | Aliança    | [ 1 ] |
| 2º        | Vale Samba | [ 1 ] |

## 2004
| Colocação | Escola     | Ref.  |
| --------- | ---------- | ----- |
| 1º        | Vale Samba | [ 1 ] |

## 2005
| Colocação | Escola  | Ref.        |
| --------- | ------- | ----------- |
| 1º        | Aliança | [ 2 ] [ 3 ] |

## 2006
| Colocação | Escola     | Pontos | Ref.  |
| --------- | ---------- | ------ | ----- |
| 1º        | Aliança    | 399,2  | [ 4 ] |
| 2º        | Vale Samba | 397,6  | [ 4 ] |

## 2007
| Colocação | Escola           | Pontos | Ref.  |
| --------- | ---------------- | ------ | ----- |
| 1º        | Aliança          | 400    | [ 5 ] |
| 2º        | Vale Samba       | 398,2  | [ 5 ] |
| 3º        | Unidos do Herval | 388,2  | [ 5 ] |

## 2008
| Colocação | Escola           | Pontos | Ref.  |
| --------- | ---------------- | ------ | ----- |
| 1º        | Vale Samba       | 399,1  | [ 6 ] |
| 2º        | Unidos do Herval | *      | [ 6 ] |
| 3º        | Aliança          | *      | [ 6 ] |

## 2009
| Colocação | Escola           | Pontos | Ref.  |
| --------- | ---------------- | ------ | ----- |
| 1º        | Aliança          | 399,3  | [ 7 ] |
| 2º        | Vale Samba       | 398,8  | [ 7 ] |
| 3º        | Unidos do Herval | *      | [ 7 ] |

## 2010
| Colocação | Escola           | Pontos | Ref.  |
| --------- | ---------------- | ------ | ----- |
| 1º        | Aliança          | 399,3  | [ 8 ] |
| 2º        | Vale Samba       | 398,3  | [ 8 ] |
| 3º        | Unidos do Herval | 398    | [ 8 ] |

## 2011
| Colocação | Escola           | Pontos | Ref.  |
| --------- | ---------------- | ------ | ----- |
| 1º        | Vale Samba       | 399,1  | [ 9 ] |
| 2º        | Aliança          | 398    | [ 9 ] |
| 3º        | Unidos do Herval | 387,9  | [ 9 ] |

## 2012
| Colocação | Escola           | Pontos | Ref.   |
| --------- | ---------------- | ------ | ------ |
| 1º        | Vale Samba       | 199,8  | [ 10 ] |
| 2º        | Aliança          | 199,6  | [ 10 ] |
| 3º        | Unidos do Herval | 198,9  | [ 10 ] |

## 2013
| Colocação | Escola           | Pontos | Ref.   |
| --------- | ---------------- | ------ | ------ |
| 1º        | Aliança          | 239,1  | [ 11 ] |
| 2º        | Vale Samba       | 237,4  | [ 11 ] |
| 3º        | Unidos do Herval | 237,2  | [ 11 ] |

## 2014
| Colocação | Escola           | Pontos | Ref.   |
| --------- | ---------------- | ------ | ------ |
| 1º        | Aliança          | 237,3  | [ 12 ] |
| 1º        | Unidos do Herval | 237,3  | [ 12 ] |
| 3º        | Vale Samba       | 234,1  | [ 12 ] |

## 2015
| Colocação | Escola                    | Pontos | Ref.   |
| --------- | ------------------------- | ------ | ------ |
| 1º        | Aliança                   | 238    | [ 13 ] |
| 2º        | Unidos do Herval          | 237,8  | [ 13 ] |
| 3º        | Vale Samba                | 235,6  | [ 13 ] |
| 4º        | Acadêmicos do Grande Vale | 233,9  | [ 13 ] |

## 2016
| Colocação | Escola                    | Pontos | Ref.   |
| --------- | ------------------------- | ------ | ------ |
| 1º        | Aliança                   | 158,6  | [ 14 ] |
| 2º        | Unidos do Herval          | 158,1  | [ 14 ] |
| 3º        | Vale Samba                | 155,2  | [ 14 ] |
| 4º        | Acadêmicos do Grande Vale | 154,6  | [ 14 ] |

## 2017
| Colocação | Escola                    | Pontos | Ref.   |
| --------- | ------------------------- | ------ | ------ |
| 1º        | Aliança                   | 157,3  | [ 15 ] |
| 2º        | Unidos do Herval          | 156,6  | [ 15 ] |
| 3º        | Acadêmicos do Grande Vale | 153,3  | [ 15 ] |
| N         | Vale Samba                | N      | [ 16 ] |

## 2018
| Colocação | Escola                    | Pontos | Ref.   |
| --------- | ------------------------- | ------ | ------ |
| 1º        | Aliança                   | 157,2  | [ 17 ] |
| 2º        | Acadêmicos do Grande Vale | 156,7  | [ 17 ] |
| 3º        | Unidos do Herval          | 155,9  | [ 17 ] |

## 2019
| Colocação | Escola                    | Ref.   |
| --------- | ------------------------- | ------ |
| 1.º       | Acadêmicos do Grande Vale | [ 18 ] |
| 2.º       | Aliança                   | [ 18 ] |
| 3.º       | Unidos do Herval          | [ 18 ] |
| 4.º       | Vale Samba                | [ 18 ] |

## 2020
| Colocação | Escola                    | Pontos | Ref.          |
| --------- | ------------------------- | ------ | ------------- |
| 1.º       | Aliança                   | 238,7  | [ 19 ] [ 20 ] |
| 2.º       | Acadêmicos do Grande Vale | 237,3  | [ 19 ] [ 20 ] |
| 3.º       | Unidos do Herval          | 236,3  | [ 19 ] [ 20 ] |